# Эванс, Гай
Гай Рэндолф Эванс (англ. Guy Randolph Evans; род. 17 июня 1947, Бирмингем, Великобритания) — британский ударник, перкуссионист и композитор. Участник рок-группы "Van der Graaf Generator".
Будучи студентом Уорикского университета, Эванс играл в группе The New Economic Model, в чей репертуар входила преимущественно американская соул-музыка 1960-х годов.
С 1968 по 1978 гг. и с 2005 г. Эванс — ударник и перкуссионист Van der Graaf Generator.
Эванс сотрудничал со многими музыкантами, в частности, с группами The Misunderstood и Echo City. Музыкант является полноправным участником авангардного проекта Subterraneans с 2002 года.

## Дискография

### Как участник групп
The Misunderstood:
- Tuff Enough / Little Red Rooster (сингл, 1969)
- Never Had A Girl (Like You Before) / Golden Glass (сингл, 1969)

Echo City:
- Gramophone (альбом, 1987)
- The Sound Of Music (альбом, 1992)
- Sonic Sport 1983-88 Part One (альбом, 1995)
- Loss Of The Church 1997 (альбом, 1997)
- Echo City (CD-сингл, 1999)
- Single2000 (CD-сингл, 2000)

Subterraneans:
- Orly Flight (сборник, 2003)
- Soul Mass Transit (альбом, 2006)
- Live in Berlin (альбом, 2008)
- This Too Shall Pass (альбом, 2010)

### Сольные работы
Совместно с Ником Поттером:
- The Long Hello (альбом, 1974)
- Dolphins / Welcombe Mouth (сингл, 1980)
- The Long Hello Volume Two (альбом, 1981)

Совместно с Дэвидом Джексоном и Life of Riley:
- The Long Hello Volume Four (альбом, 1982)

Совместно с Питером Хэммиллом:
- Spur Of The Moment (альбом, 1988)
- The Union Chapel Concert (концертный альбом, 1997)

Совместно с Big Buddha:
- Buddhology - Revelations From Under The Encounter (кассетный альбом, 1993)
- The Dogford Chronicles (кассетный альбом, 1993)

### Коллаборации
Питер Хэммилл:
- Fool's Mate (альбом, 1971)
- Chameleon in the Shadow of the Night (альбом, 1973)
- The Silent Corner and the Empty Stage (альбом, 1974)
- In Camera (альбом, 1974)
- Nadir's Big Chance (альбом, 1975)
- Enter K (альбом, 1982)
- Paradox Drive / Now More Than Ever (сингл, 1982)
- Patience (альбом, 1983)
- Film Noir / Seven Wonders (сингл, 1983)
- The Margin (альбом, 1985)

Charlie and The Wide Boys:
- Gilly I Do (мини-альбом, 1974)
- Great Country Rockers (альбом, 1976)

Footsbarn Present's:
- The Circus Tosov (альбом, 1980)

Didier Malherbe и Yan Emerich:
- Melodic Destiny (кассетный альбом)

Mother Gong:
- Robot Woman (альбом, 1982)
- Rober Woman 2 (альбом, 1982)
- Words Fail Me (кассетный альбом, 1982)
- Live At Glastonbury 1981 (кассетный альбом, 1982)
- Glastonbury '79-'81 (альбом, 2005)

Amon Düül II:
- Meetings With Men Machines (альбом, 1982)
- Die Lösung (альбом, 1989)

Nigel Mazlyn Jones:
- Breaking Cover (альбом, 1982)
- Water From The Well (кассетный альбом, 1987)
- Angels Over Water (альбом, 1993)
- Behind the Stone (альбом, 2002)

Peter Blegvad:
- Knights Like This (альбом, 1985)
- U Ugly I (сингл, 1985)
- Special Delivery (сингл, 1985)

Frank Tovey:
- Snakes And Ladders (альбом, 1986)

Дэвид Джексон и Хью Бэнтон:
- Gentlemen Prefer Blues (альбом, 1985)

Kazue Sawai:
- Eye To Eye (альбом, 1987)

Anthony Phillips и Harry Williamson:
- Tarka (альбом, 1988)